# I Don’t Want To/I Love Me Some Him
Az I Don’t Want To/I Love Me Some Him Toni Braxton amerikai énekesnő harmadik kislemeze második, Secrets című albumáról. Az I Don’t Want To, melyet R. Kelly írt, egy szomorú szerelmes dal, amely 1997 nyarán a 19. helyig jutott a Billboard Hot 100-on, és bár más listákon nem volt olyan sikeres, mint az előző két kislemez, a Hot Dance/Club Play slágerlistán ez is az első helyre került. Az USA-ban dupla A-oldalas kislemezként jelent meg az I Love Me Some Him című dallal.

## Videóklip és remixek
Az I Don’t Want To videóklipjét akkor forgatták, amikor Braxton már nagyon kimerült a promóciótól és a Kenny G.-vel közös turnétól. A klipet Billie Woodruff rendezte és egy nap alatt forgatták le. Toni egy fehér szobában sétál farmernadrágban és fehér felsőben.
Az I Love Me Some Him című dalhoz nem készült videóklip.

## Változatok
CD kislemez (USA)
1. I Don’t Want To (Album Version) – 4:15
2. I Love Me Some Him (Album Version) – 5:07

CD maxi kislemez (Egyesült Királyság)
1. I Don’t Want To (Album Version) – 4:15
2. I Don’t Want To (Frankie Knuckles Classic Club Mix) – 10:54
3. I Don’t Want To (Deep Jays Delight) – 9:02

CD maxi kislemez (Európa, Tajvan)
1. I Don’t Want To (Album Version) – 4:15
2. I Don’t Want To (Frankie Knuckles Radio Edit) – 4:17
3. I Don’t Want To (Frankie Knuckles Franktified Club Mix) – 10:57

CD maxi kislemez (Egyesült Királyság, Európa)
1. I Don’t Want To (Album Version) – 4:15
2. I Don’t Want To (Frankie Knuckles Radio Edit) – 4:17
3. You’re Makin’ Me High (Hot Ice Dancehall Mix feat. Mad Cobra) – 4:50
4. I Don’t Want To (Frankie Knuckles Franktified Club Mix) – 10:57

CD maxi kislemez, 12" kislemez (USA)
1. I Don’t Want To (Album Version) – 4:15
2. I Don’t Want To (Frankie Knuckles Remix) – 10:59
3. I Don’t Want To (Instrumental) – 4:19
4. I Love Me Some Him (Album Version) – 5:07
5. Un-Break My Heart (Billboard Award Show Version) – 4:12

12" maxi kislemez (USA; promó)
1. I Don’t Want To (Classic Club Mix) – 10:54
2. I Don’t Want To (Franktified Club Mix) – 10:57

12" maxi kislemez (Európa; promó)
1. I Don’t Want To (Frankie Knuckles Classic Club Mix) – 10:54
2. I Don’t Want To (Franktified Dub Mix)
3. I Don’t Want To (Deep Jays Delight) – 9:02
4. You’re Makin’ Me High (Norfside Mix)

2×12" maxi kislemez (USA; promó)
1. I Don’t Want To (Classic Club Mix) – 10:54
2. I Don’t Want To (Franktified Club Mix) – 10:57
3. I Don’t Want To (Frankie Knuckles Director’s Cut) – 11:28
4. I Don’t Want To (Deep Jays Delight) – 9:02
5. I Don’t Want To (A Cappella Reprise) – 5:28

## Helyezések
| Slágerlista (1997)                             | Legmagasabb helyezés |
| ---------------------------------------------- | -------------------- |
| USA Billboard Hot 100                          | 19                   |
| USA Billboard Hot R&B/Hip-Hop Singles & Tracks | 9                    |
| USA Billboard Hot Dance/Club Play              | 1                    |